# Buso Renkin
Buso Renkin (яп. 武装錬金 Бусо: Рэнкин, литературный перевод «Боевая алхимия») — манга Нобухиро Вацуки. В нём рассказывается о Кадзуки Муто, который становится воином-алхимиком в битве против алхимических монстров, известных как гомункулы. Она публиковалась в еженедельном журнале Shōnen Jump издательства Shueisha с июня 2003 по апрель 2005 года. Отдельные главы были переизданы в десяти танкобонах. Манга была лицензирована Viz Media для выпуска в Северной Америке.
Манга была адаптирована в аниме-телесериал, который был спродюсирован студией Xebec и транслировался по японской телевизионной сети TV Tokyo с 2006 по 2007 год. В декабре 2007 года Viz Media анонсировали выпуск аниме на DVD в Северной Америке. В 2009 году сериал дебютировал на американском телевидении на канале Funimation, а права на американскую трансляцию были приобретены компанией Funimation у Viz Media. Сериал также породил два компакт-диска с радиопостановкой, два ранобэ, видеоигру для PlayStation 2 и множество видов товаров.
В Японии манга разошлась тиражом более 3 миллионов томов и была номинирована на ппремию Сэйун области научной фантастики. Она получила неоднозначный приём от изданий манги и аниме. Творчество Вацуки получило самые положительные отзывы рецензентов, в то время как другие аспекты манги, такие как её действие и персонажи, разделили мнения критиков. Аниме, которое критики описали как обычную серию боёв сёнэн, получило в основном негативные отзывы.

## Сюжет
История начинается с того, что обычный ученик 2-го класса средней школы (8 класс из 12) по имени Муто Кадзуки, видит странный сон о том, как огромный змей нападает на бегущую девушку. В этом сне Кадзуки бросается её защищать и змей убивает его. Однако Кадзуки считает, что всё это обычный сон — ведь он проснулся в собственной постели и пошёл, как обычно, в школу.
Однако всё только начинается. Уже после уроков он сталкивается нос к носу с учителем, который внезапно превращается в того самого змея и нападает на Кадзуки. Однако девушка, которую он видел во сне, неожиданно появляется, уничтожает змея и объясняет Кадзуки, что на самом деле всё, что было вчера — не сон, и что она спасла его, вложив вместо сердца Какуганэ — идеальный сплав, созданный при помощи алхимии, а змей — это гомункулус, этой же алхимией созданный.
Сама Токико — боевой алхимик, чья жизнь — бой с гомункулусами, которые пожирают людей. Она предлагает Кадзуки выбор: остаться жить как все, быть обычным школьником, либо вступить на путь бесконечных сражений, чтобы защищать людей. И Токико настоятельно советует Кадзуки выбрать первый путь.
Однако Кадзуки выбирает второй путь, придя на помощь Токико в критический момент, когда она уничтожала экспериментальную фабрику по производству гомункулусов, и попала в засаду. Он создал из Какуганэ, что был в его груди, боевое алхимическое оружие, и победил гомункулусов.
И теперь его путь — битва бок о бок с Токико. Ему предстоит встретить своих новых друзей и новых врагов — капитана Браво, зловещего Папиона (бабочку), организацию L.X.E. (яп. エル・エクス Эру Экўсу), могущественного Виктора, а также пройти множество удивительных приключений, чтобы найти себя, свою силу и свою любовь.

## Персонажи

Муто Кадзуки

Цумура Токико

Муто Кадзуки (яп. 武藤カズキ Муто: Кадзуки) — 16-летний ученик 2-го класса средней школы Дзинсэй (8 год обучения из 12 в японских школах), главный герой повествования. Пытаясь заступиться за Токико в её сражении со змеем был убит, и Токико ничего не оставалось, кроме как вложить ему вместо сердца Какуганэ, который его и спас. Позже оказывается, что это был не простой Какуганэ — Токико получила его на прошлой миссии, и по слухам, он был способен исцелять различные раны, что и послужило причиной действия Токико. Кадзуки — весёлый, энергичный, не теряется в сложных ситуациях, хотя порой и ведёт себя слегка неадекватно и эксцентрично. Его кредо — защитить тех, кто его окружает. Это и привлекает к нему людей, это является главной основой его огромной силы, которую он выпускает в боях. Кадзуки влюблён в Токико, и хотя и не говорит это открыто, но активно демонстрирует. Он стремится защитить её, что для Токико-воительницы, является довольно нестандартным, постоянно её смущая. Оружие Кадзуки — Сердце Солнечного Света (яп. サンライト・ハート Санрайто ха:то), копьё, способное материализовывать внутреннюю энергию Кадзуки и превращать её в разрушающую силу. По ходу развития сюжета оно немного видоизменяется, став легче, но отчасти потеряв разрушительную силу.
Цумура Токико (яп. 津村斗貴子 Цумура Токико) — 17-летняя воительница Организации, посланная для работы с гомункулусами в город Дзинсэй. Однако в тот момент, когда она пришла на заброшенную фабрику, чтобы выманить гомункулуса-змея на себя, вмешался Кадзуки, и Токико пришлось исцелить его Какуганэ, полученным в прошлой миссии, в таинственной школе «Яблоко Ньютона», где находился этот Какуганэ. Там ходили слухи, что этот Какуганэ исцеляет раны. Токико ничего не помнит о себе. Она потеряла память в тот день, когда на её младшую школу напали гомункулусы, а явившиеся бойцы, в том числе будущий капитан Браво, в пылу сражения полностью уничтожили школу. Токико была единственной выжившей. После этого она осталась на попечении Организации, чтобы учиться, а затем — сражаться с гомункулусами. Она отчаянно ненавидит гомункулусов и всех, кто с ними связан, и иногда ярость застилает ей глаза. Токико ещё только предстоит измениться и пересмотреть свои позиции. Токико полюбила Кадзуки за его отчаянную смелость и стремление защитить людей вокруг него, однако она не умеет выражать свои чувства и сильно их смущается. Однако именно она первая говорит Кадзуки: «Когда умрёшь ты, умру и я. Мы — единое целое». Оружие Токико — Юбка Валькирии (яп. ヴァルキリー・スカート Варукири: Сўка:то). Это поножи, выпускающие четыре телескопических «ноги», заканчивающихся длинными острыми лезвиями, которые могут поразить одновременно достаточно большое количество противников, в отличие от, например, копья Кадзуки. Отличительная особенность Токико — шрам, пересекающий переносицу и идущий к обоим щекам. Неизвестно, где она получила этот шрам, но точно известно, что после того, как попала в Организацию.

## Серии
| №  | Название серии                                                                                       | Дата выхода |  |
| -- | --- | ----------- |  |
|    | |             |  |
| 1  | Новая жизнь «Атарасий Иноти» (新しい命)                                                              | 4 окт 2006  |  |
| 2  | Правда о Гомункулусах «Хомункурусу но Сёо:тай» (ホムンクルスの正体)                                  | 11 окт 2006 |  |
| 3  | Ты стал немного сильнее «Кими ва Сўкоси Цуёку натта» (キミは少し強くなった)                          | 18 окт 2006 |  |
| 4  | Ещё одна новая жизнь «Мо: Хйтоцу но Атарасий Иноти» (もう一つの新しい命)                             | 25 окт 2006 |  |
| 5  | Для человека, которого я должен защитить «Мамору бэки Хйто но тамэ ни» (守るべき人のために)          | 1 ноя 2006  |  |
| 6  | Бабочка Чёрной Смерти «Кокўси но Тё:» (黒死の蝶)                                                     | 8 ноя 2006  |  |
| 7  | Если тебя подозревают в лицемерии «Моси Кими га Гидзэн то Утагау но нара» (もし君が偽善と疑うのなら) | 15 ноя 2006 |  |
| 8  | Ночь в общежитии «Кисюкўся но Ёру» (寄宿舎の夜)                                                      | 22 ноя 2006 |  |
| 9  | Брат и сестра Хаясака «Хаясака Кё:дай» (早坂姉弟)                                                    | 29 ноя 2006 |  |
| 10 | Как будто мы - едины «Кими то Орэ ва Айсё: га Ий» (君と俺は相性がいい)                               | 6 дек 2006  |  |
| 11 | Пока смерть не разлучит нас «Си га Футари о Вакацу мадэ» (死が二人を別つまで)                        | 13 дек 2006 |  |
| 12 | Карнавал «Ка:набару» (カーニバル)                                                                    | 20 дек 2006 |  |
| 13 | Знаки смерти «Си но Тайдо:» (死の胎動)                                                               | 27 дек 2006 |  |
| 14 | Кто ты? «Кими ва Дарэ да?» (キミは誰だ?)                                                             | 27 дек 2006 |  |
| 15 | Пограничное состояние «Тю:кан но Сондзай» (中間の存在)                                               | 10 янв 2007 |  |
| 16 | Новая сила «Арата нару Тикара» (新たなる力)                                                          | 17 янв 2007 |  |
| 17 | Когда кончается ночь «Ёру га Акэ тара» (夜が明けたら)                                                | 24 янв 2007 |  |
| 18 | Побег «Тохи:ко:» (逃避行)                                                                            | 31 янв 2007 |  |
| 19 | Та, которую только ты можешь защитить «Кими саэ Маморэрэба» (君さえ守れれば)                         | 7 фев 2007  |  |
| 20 | Силой и Разумом «Омой то Тикара о Комэтэ» (想いと力を込めて)                                         | 14 фев 2007 |  |
| 21 | Шаг в Пламя «Gone Into flame»                                                                        | 21 фев 2007 |  |
| 22 | Необходимое решение «Кэцудан о Ёосу» (決断を要す)                                                    | 28 фев 2007 |  |
| 23 | Мальчик встречает боевую девочку «Boy meets battle girl»                                             | 7 мар 2007  |  |
| 24 | Когда ты умрёшь, умру и я «Кими га Сину Токи га Ватаси га Сину Токи» (キミが死ぬ時が私が死ぬ時)      | 14 мар 2007 |  |
| 25 | Незаменимый «Кавари надо Инай» (代わりなどいない)                                                    | 21 мар 2007 |  |
| 26 | Период «Пириодо» (ピリオド)                                                                          | 28 мар 2007 |  |